# Lausdomini
Lausdomini (Layhuommeni in dialetto locale: Laya homines, gli uomini della Laya) è una frazione del comune di Marigliano, situata nella città metropolitana di Napoli.

## Storia
Lo storico locale Tommaso Turboli pubblicò alla fine del XVIII secolo nel territorio della frazione, tra le attuali piazza tenente Valentino e via del Sole, un cippo di confine di età augustea, oggi disperso, che indicava in quel punto il limite della Colonia Felix Augusta Nolana (Nola). Riferisce inoltre l'uso di celebrare cerimonie religiose nei pressi del cippo nei giorni della domenica delle Palme e dell'Ascensione.
Lausdomini venne utilizzata come ambientazione di Familie Villano kehrt nicht zurück ("La famiglia Villano non ritorna"), parte del documentario tedesco in cinque parti Europa, ein transnationaler Traum ("Europa, un sogno transnazionale", del 1981), nella quale il regista Hans Andreas Guttner raccontava le conseguenze dell'immigrazione nella Repubblica Federale Tedesca.

## Monumenti e luoghi d'interesse

### Architetture religiose
- Chiesa madre di San Marcellino martire: chiesa dedicata al santo patrono, attestata per la prima volta nel 1324 e successivamente nel 1372[2]. La sua origine potrebbe risalire ad epoca più antica, come testimoniano i risultati di alcuni scavi condotti in occasione della ristrutturazione negli anni sessanta. L'edificio subì rimaneggiamenti nella seconda metà del XVI secolo e nel XVIII secolo, e, più recentemente, nel 1875 e nel 1964.
- Chiesa di Santa Caterina di Alessandria: chiesa attestata dal 1580, conservava una cantoria, un pulpito ligneo e un dipinto sopra l'altare risalente al XVIII secolo, raffigurante lo Sposalizio mistico di santa Caterina, opera del pittore Angelo Mozzillo.
- Chiesa dell'Assunta o del SS. Sacramento, sede dell'omonima confraternita, costruita nel 1775.

### Grangia della Compagnia di Gesù
Una grangia dei Gesuiti, denominata "grangia di Gesù" o "del Monaco", venne eretta alla fine del XVI secolo su un preesistente edificio medievale, di cui si conservano tratti di cortina muraria costituita da blocchi tufacei misti a pietrame calcareo locale (la cosiddetta pietra di Pantano) e mattoni.
Nella prima metà del XVII secolo venne ampliato ulteriormente, assumendo la forma attuale, a seguito delle accresciute capacità produttive. I lavori di adattamento e adeguamento funzionale comportarono una ristrutturazione delle fabbriche destinate alla vita dei religiosi (refettorio, dormitorio, cucine) e un potenziamento delle strutture agricole (stalle, magazzini, forni, granai, torchi enologici, celle vinarie ottenute in una serie di cavità sotterranee preesistenti). I lavori comportarono anche il restauro dell'antica chiesa dedicata a San Girolamo, abbellita con dipinti, affreschi, marmi, stucchi, pavimenti in cotto e maioliche. L'edificio è rappresentato nella tela seicentesca del Museo diocesano di Nola raffigurante i confini della diocesi.
Nel 1767, a seguito del decreto di espulsione della Compagnia di Gesù dal Regno di Napoli di Ferdinando IV di Borbone, l'antica grangia e gli attigui possedimenti furono venduti alla famiglia De Lerma dei duchi di Castelmezzano e successivamente, agli inizi del XX secolo dagli antichi coloni. A partire dagli anni cinquanta il complesso venne progressivamente abbandonato, subendo un degrado accentuato dal terremoto dell'Irpinia del 1980.

### Masserie
- Masseria de Monda, situata su via Ponte dei Cani (dal latino Pons Clanii, "Ponte del Clanio") nei pressi della grangia di Gesù, rappresenta un esempio di architettura rurale del XVIII secolo. La fabbrica si articola intorno ad una corte centrale sulla quale si dispongono gli ambienti destinati in larga parte alla produzione cerealicola e al vino.
- Masseria Ciurlanda, situata sulla strada provinciale Masseriola del Bosco, è un complesso agricolo fortificato risalente al XVI secolo.